# Evergestis mundalis
Evergestis mundalis is een vlinder uit de familie grasmotten (Crambidae). De wetenschappelijke naam is voor het eerst gepubliceerd in 1854 door Achille Guenée.

## Ondersoorten
- Evergestis mundalis mundalis
- Evergestis mundalis permundalis Marion, 1960 (Frankrijk)

## Verspreiding
De soort komt voor in Frankrijk, Spanje, Italië, Servië, Albanië, Bulgarije, Griekenland en Turkije.